# Liste der Biografien/Neud
Liste der Biografien |
Portal Biografien |
Personensuche
# |
A |
B |
C |
D |
E |
F |
G |
H |
I |
J |
K |
L |
M |
N |
O |
P |
Q |
R |
S |
T |
U |
V |
W |
X |
Y |
Z |
?
 
Na |
Nb |
Nc |
Nd |
Ne |
Nf |
Ng |
Nh |
Ni |
Nj |
Nk |
Nl |
Nm |
Nn |
No |
Nr |
Ns |
Nt |
Nu |
Nv |
Nw |
Nx |
Ny |
Nz
 
Nea |
Neb |
Nec |
Ned |
Nee |
Nef |
Neg |
Neh |
Nei |
Nej |
Nek |
Nel |
Nem |
Nen |
Neo |
Nep |
Ner |
Nes |
Net |
Neu |
Nev |
New |
Nex |
Ney |
Nez
 
Neub |
Neuc |
Neud |
Neue |
Neuf |
Neug |
Neuh |
Neui |
Neuj |
Neuk |
Neul |
Neum |
Neun |
Neup |
Neur |
Neus |
Neut |
Neuv |
Neuw |
Neuy |
Neuz
Die Liste der Biografien führt alle Personen auf, die in der deutschsprachigen Wikipedia einen Artikel haben. Dieses ist eine Teilliste mit 37 Einträgen von Personen, deren Namen mit den Buchstaben „Neud“ beginnt.

## Neud

### Neuda
- Neuda, Fanny (1819–1894), österreichische Schriftstellerin
- Neudauer, Lena (* 1984), deutsche Violinistin

### Neude
- Neudeck, Christel (* 1942), deutsche Sozialpädagogin und Gründerin des Cap Anamur / Deutsche Not-Ärzte e. V.
- Neudeck, Detlev (* 1956), österreichischer Politiker (FPÖ, BZÖ), Abgeordneter zum Nationalrat
- Neudeck, Otto (* 1959), deutscher Germanist
- Neudeck, Rupert (1939–2016), deutscher Journalist, Menschenrechtsaktivist und Gründer des Komitee Cap Anamur/Deutsche Notärzte e. V.
- Neudeck, Ruth (1920–1948), deutsche Aufseherin im KZ Ravensbrück
- Neudecker, Anneliese (* 1984), österreichische Bühnenbildnerin
- Neudecker, Christian Gotthold (1807–1866), deutscher Kirchenhistoriker und Pädagoge
- Neudecker, Christiane (* 1974), deutsche Regisseurin und Schriftstellerin
- Neudecker, Gabriele (* 1965), freie Drehbuchautorin und Regisseurin
- Neudecker, Gustav (1921–2009), deutscher Hornist und Musikpädagoge
- Neudecker, Jasmina (* 1987), deutsche Moderatorin und RegisseurinJasmina Neudecker (* 1987)

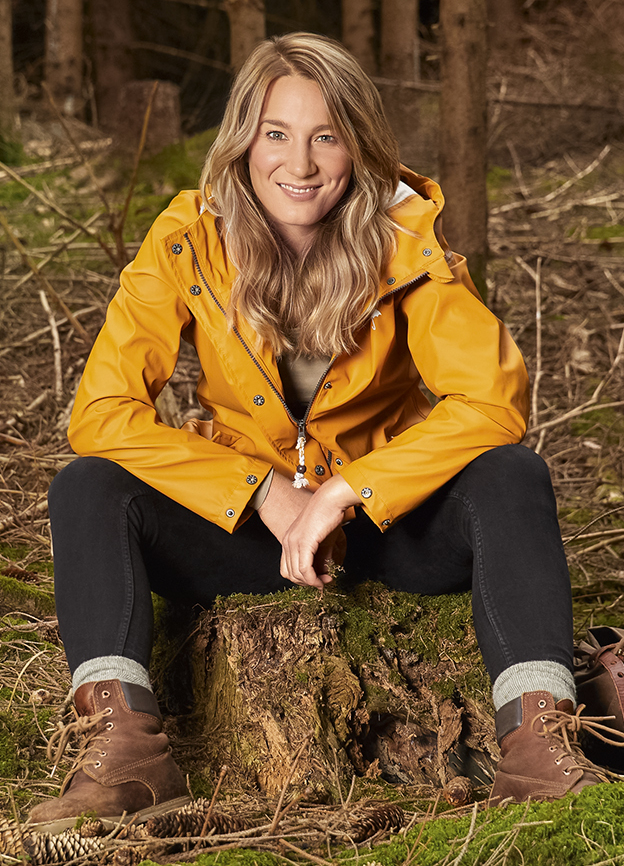
Jasmina Neudecker (* 1987)

- Neudecker, Johann Baptist von (1840–1926), deutscher römisch-katholischer Geistlicher und Weihbischof in München
- Neudecker, Lucie (1932–2024), österreichische Bühnen- und Filmschauspielerin
- Neudecker, Mariele (* 1965), deutsche Künstlerin
- Neudecker, Richard (* 1949), deutscher Klassischer Archäologe
- Neudecker, Richard (* 1996), deutscher Fußballspieler
- Neudecker, Wilhelm (1913–1993), deutscher Bauunternehmer und Fußballfunktionär
- Neudegg, Egon (1891–1957), deutscher Schauspieler, Theaterregisseur und -intendant
- Neudel, Carl (1842–1897), bayerischer Komponist und Militärkapellmeister
- Neudert, Christiane (* 1952), deutsche Politikerin (PDS, Die Linke), MdL
- Neudert, Cornelia (* 1976), deutsche Kinderbuch- und Hörspiel-Autorin
- Neudert, Jürgen (* 1970), deutscher Jazzmusiker (Posaune)
- Neudert, Otto (1906–1975), österreichischer Maler, Radierer, Illustrator und Graphiker
- Neudert, Roland (* 1939), deutscher SchlagersängerRoland Neudert (* 1939)

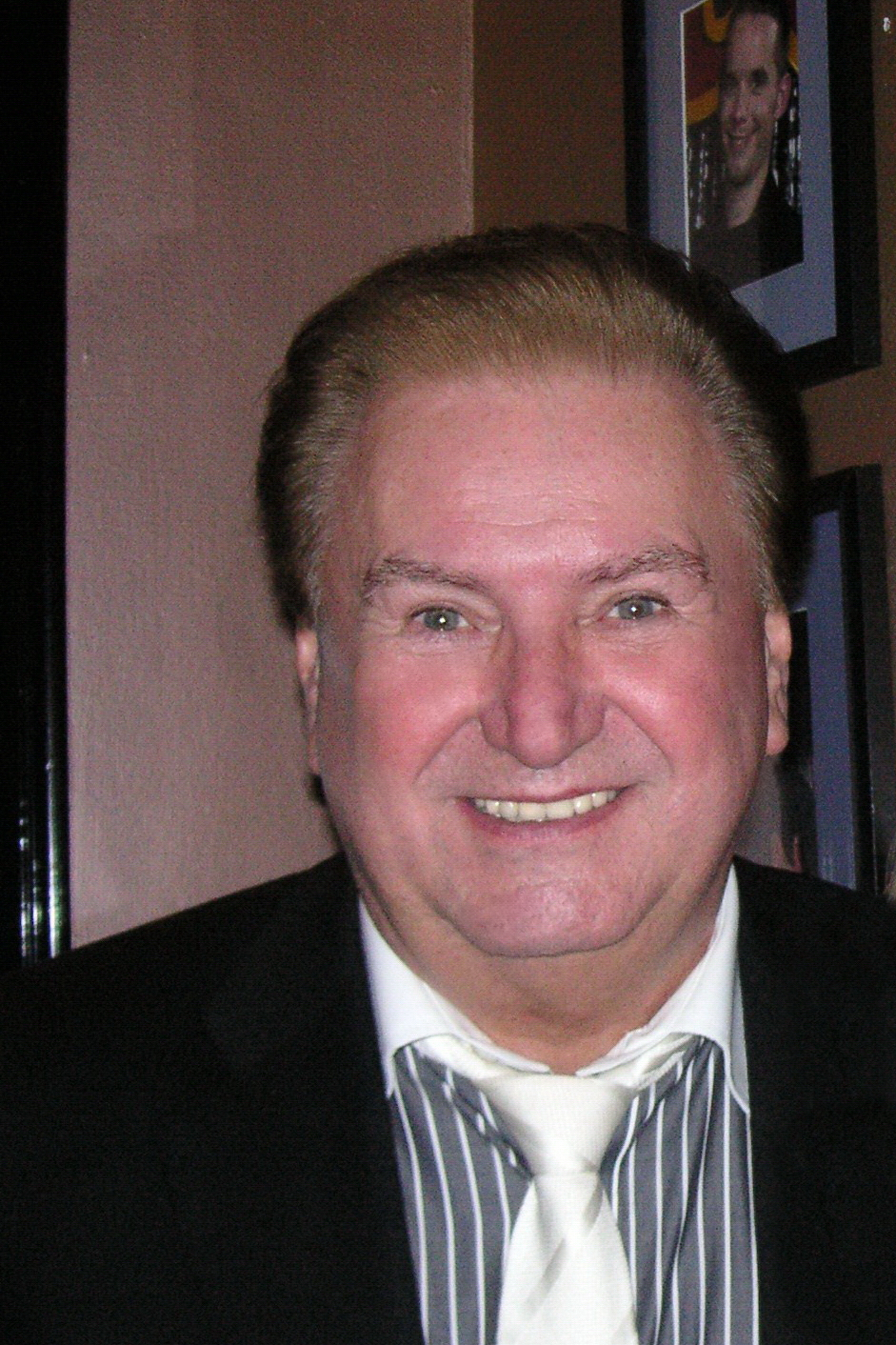
Roland Neudert (* 1939)

### Neudh
- Neudhart, Simon (* 1992), österreichischer Fußballspieler

### Neudo
- Neudolt, Hermann (* 1952), österreichischer Kugelstoßer
- Neudolt, Katrin (* 1989), österreichische Badmintonspielerin und Behindertensportlerin
- Neudorf, Jürgen (1941–1991), deutscher Fußballspieler
- Neudorfer, Franz (1919–1984), österreichischer Politiker (ÖVP), Abgeordneter zum Nationalrat
- Neudorfer, Heinz-Werner (* 1952), deutscher Theologe
- Neudörfer, Otto (1875–1932), österreichischer Jurist, Hochschullehrer und Person des österreichischen Genossenschaftswesen
- Neudorfer, Richard (1900–1977), österreichischer Schriftsteller, Lehrer, Heimatforscher, Naturschützer
- Neudorfer, Therese (1920–1990), österreichische Politikerin (SPÖ), oberösterreichische Landtagsabgeordnete
- Neudörffer, Friedrich Ludwig Ernst (1823–1889), württembergischer Oberamtmann
- Neudörffer, Johann der Ältere (1497–1563), deutscher Schreib- und Rechenmeister